# Interfície independent de mitjans

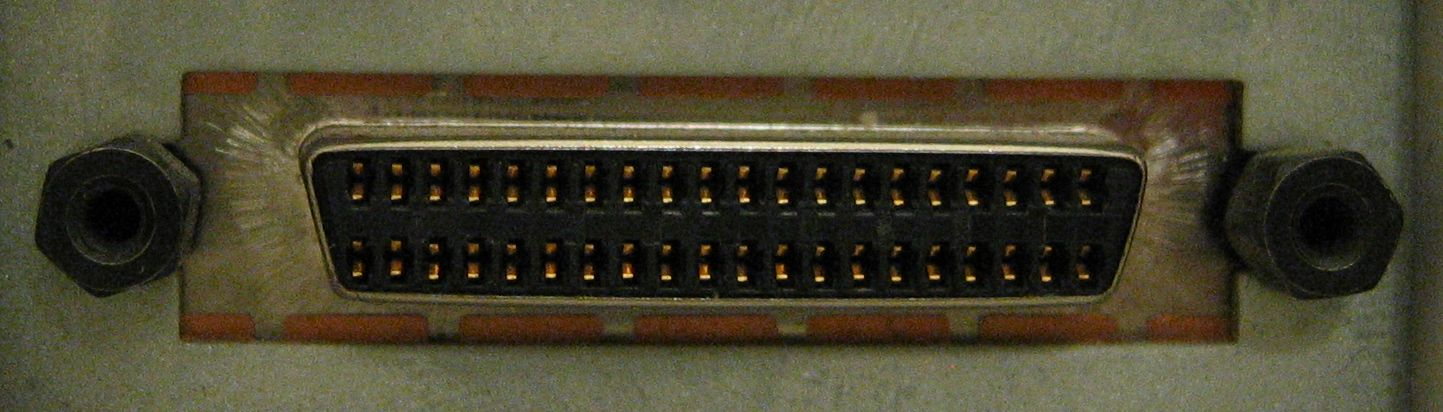
Connector MII en una estació de treball Sun Ultra 1 Creator.

La interfície independent de mitjans (amb acrònim anglès MII) es va definir originalment com una interfície estàndard per connectar un bloc de control d'accés a mitjans (MAC) Fast Ethernet (és a dir, 100 Mbit/s) a un xip PHY. El MII està estandarditzat per IEEE 802.3u i connecta diferents tipus de PHY a MAC. Ser independent dels mitjans significa que es poden utilitzar diferents tipus de dispositius PHY per connectar-se a diferents mitjans (per exemple, parell trenat, fibra òptica, etc.) sense redissenyar ni substituir el maquinari MAC. Així, qualsevol MAC es pot utilitzar amb qualsevol PHY, independentment del mitjà de transmissió del senyal de xarxa.
El MII es pot utilitzar per connectar un MAC a un PHY extern mitjançant un connector connectable, o directament a un xip PHY del mateix PCB. En un ordinador, el connector CNR tipus B transporta senyals MII.
Les dades de xarxa a la interfície s'emmarquen mitjançant l'estàndard Ethernet IEEE. Com a tal, consta d'un preàmbul, un delimitador de trama inicial, capçaleres Ethernet, dades específiques del protocol i una comprovació de redundància cíclica (CRC). L'MII original transfereix dades de xarxa mitjançant nibbles de 4 bits en cada direcció (4 bits de dades de transmissió, 4 bits de dades de recepció). Les dades estan marcades a les 25 MHz per aconseguir 100 Rendiment Mbit/s. El disseny MII original s'ha estès per suportar senyals reduïts i augmentar la velocitat. Les variants actuals inclouen:
- Interfície reduïda independent dels mitjans (RMII)
- Interfície Gigabit independent de mitjans (GMII)
- Interfície gigabit reduïda independent dels mitjans (RGMII)
- Interfície independent dels mitjans sèrie (SMII)
- Interfície gigabit sèrie independent dels mitjans (GMII sèrie, SGMII)
- Interfície d'alta sèrie gigabit independent dels mitjans (HSGMII)
- Interfície independent dels mitjans de comunicació gigabit serial quàdruple (QSGMII)
- Interfície independent dels mitjans de 10 gigabits (XGMII)

El bus sèrie d'entrada/sortida de dades de gestió (MDIO) és un subconjunt del MII que s'utilitza per transferir informació de gestió entre MAC i PHY. A l'encesa, utilitzant la negociació automàtica, el PHY normalment s'adapta a qualsevol cosa a la qual estigui connectat, tret que la configuració s'alteri mitjançant la interfície MDIO.